# Laghi di Revine
Laghi di Revine este o arie protejată (arie specială de conservare — SAC, sit de importanță comunitară — SCI) din Italia întinsă pe o suprafață de 119 ha, integral pe uscat.

## Localizare
Centrul sitului Laghi di Revine este situat la coordonatele 45°59′15″N 12°13′43″E / 45.9875°N 12.228611°E.

## Înființare
Situl Laghi di Revine a fost declarat sit de importanță comunitară în septembrie 1995 pentru a proteja 7 specii de animale. Situl a fost protejat și ca arie specială de conservare în iulie 2018.

## Biodiversitate
Situată în ecoregiunea continentală, aria protejată conține 2 habitate naturale: Păduri aluvionare cu Alnus glutinosa și Fraxinus excelsior (Alno-Padion, Alnion incanae, Salicion albae), Lacuri eutrofice naturale cu vegetație de tip Magnopotamion sau Hydrocharition.
La baza desemnării sitului se află mai multe specii protejate:
- păsări (5): stârc roșu (Ardea purpurea), erete cenușiu (Circus pygargus), gaia neagră (Milvus migrans), stârc de noapte (Nycticorax nycticorax), rață cârâitoare (Spatula querquedula)
- amfibieni (2): Rana latastei, Triturus carnifex

Pe lângă speciile protejate, pe teritoriul sitului au mai fost identificate 2 specii de plante, 1 specie de mamifere.